# Jasmínový čaj

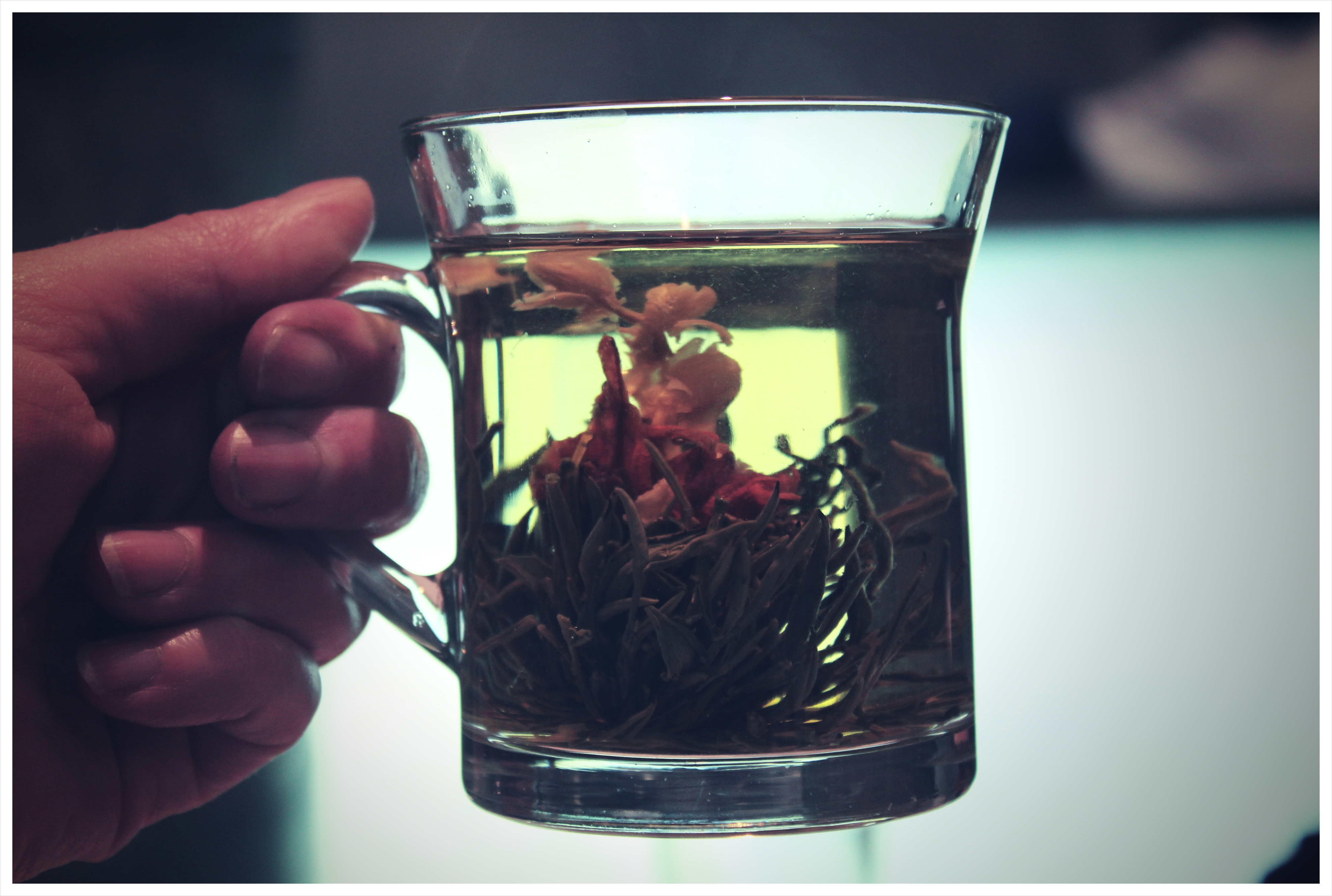
Sklenice jasmínového čaje

Jasmínový čaj (čínsky: 茉莉花茶) je čaj, do kterého jsou přidány květy jasmínu, díky kterým má své typické aroma. Jasmínový čaj má obvykle jako základ zelený čaj, v některých případech se ale může jako základ použít také bílý nebo černý čaj. Chuť jasmínového čaje je výrazně aromatická a mírně sladká. Jasmínový čaj pochází z Číny, rozšířen je ovšem v mnoha dalších částech světa. Jasmín se sice poprvé dostal do Číny z jižní Asie už za dynastie Chan (na přelomu letopočtu), ale první zmínky o jasmínovém čaji se objevují až okolo 5. století.
Moderní biologické studie potvrzují příznivý vliv pití jasmínového čaje na zdraví.